# Liste des sites Ramsar en Gambie
Cet article recense les zones humides de Gambie concernées par la convention de Ramsar.

## Statistiques
La convention de Ramsar est entrée en vigueur en Gambie le 16 janvier 1997.
En janvier 2020, le pays compte 3 sites Ramsar, couvrant une superficie de 312,44 km2.

## Liste
| Site                                      | Division   | Notes | Date              | Superficie (km²) | Altitude (m) | Identifiant Ramsar | Identifiant WDPA | Coordonnées                         | Photo |
| ----------------------------------------- | ---------- | ----- | ----------------- | ---------------- | ------------ | ------------------ | ---------------- | ----------------------------------- | ----- |
| Réserve de zone humide de Bao Bolong (en) | North Bank |       | 16 septembre 1996 | 200,00           | 0 - 15       | 860                | 145529           | 13° 31′ 01″ nord, 15° 52′ 01″ ouest |       |
| Complexe de zone humide de Tanbi (en)     | Banjul     |       | 2 février 2007    | 63,04            | 0 - 16       | 1657               | 903024           | 13° 25′ 59″ nord, 16° 37′ 59″ ouest |       |
| Parc national de Niumi                    | North Bank |       | 13 octobre 2008   | 49,40            | 5 - 15       | 1840               | 109037           | 13° 34′ 01″ nord, 16° 31′ 01″ ouest |       |